# Ultimate Black Panther
Ultimate Black Panther — продовжувана серія коміксів, написана Браяном Едвардом Гіллом, проілюстрована Стефано Казеллі та видана Marvel Comics. Події відбуваються в альтернативному всесвіті Ultimate Universe. Головний герой — Т’Чалла, король ізольованої Ваканди, який зміцнює владу, шукає союзників та готується до війни з Місячним лицарем, що прагне підкорити решту Африки.

## Персонажі
- Т'Чалла / Чорна пантера
- Окоє
- Шурі
- Ерік Кіллмонґер / Кіллмонґер
- Ороро Монро / Вітрокрила / Шторм

## Огляди
Перший випуск коміксу Ultimate Black Panther мав високі продажі, що спонукало Marvel до повторного друку з новою обкладинкою від Р. Б. Сілви, яка вийшла одночасно з другим номером.
Оглядач Спенсер Перрі з Comicbook.com вважає, що комікс не використав шанс на радикальне переосмислення персонажа, натомість обрав безпечний підхід із типовими характерами героїв. На його думку, видання значною мірою черпає натхнення з фільму «Чорна пантера» (2018), як у виборі персонажів, так і у візуальному стилі — що вже траплялося в основній серії Marvel. Він також відзначає вплив роману «Дюна» через політичні інтриги та боротьбу фракцій. Попри це, Перрі визнає, що комікс якісний.
I-j Вітон з CBR хвалить комікс за грамотний діалог із відповідним словниковим запасом та ритмом. Особливо відзначається художнє оформлення: архітектура, костюми та елементи афрофутуризму. Емоції героїв добре передаються у виразах облич, що доповнює стримані репліки. Колористика вдало балансує між похмурістю та яскравими сценами, залежно від настрою ситуацій.

## Колекційні видання
| № | Назва          | Випуски                             | Мова    | Формат           | Сторінок | Дата випуску   | ISBN           |
| - | -------------- | ----------------------------------- | ------- | ---------------- | -------- | -------------- | -------------- |
| 1 | Peace And War  | Ultimate Black Panther (2024) #1-6  | (англ.) | Тверда палітурка | 152      | 1 жовтня 2024  | 978-1302957308 |
| 2 | Gods And Kings | Ultimate Black Panther (2024) #7-12 | (англ.) | Тверда палітурка | 136      | 15 квітня 2025 | 978-1302958237 |